# Сульфаніламід
Сульфаніламід — синтетичний антибактеріальний препарат з групи сульфаніламідних препаратів для перорального та місцевого застосування. Сульфаніламід є одним із перших антибактеріальних засобів. Уперше хімічні властивості сульфаніламіду дослідив Пауль Ґельмо у 1908 році. У 1935 році німецький учений Герхард Домагк при дослідженні проліків сульфаніламіду пронтозилу виявив антибактеріальний ефект сульфаніламідних препаратів. За це відкриття Герхард Домагк у 1939 році отримав Нобелівську премію з фізіології та медицини з формулюванням «за відкриття антибактеріального ефекту пронтозилу».

## Фармакологічні властивості
Сульфаніламід — синтетичний препарат з групи сульфаніламідних препаратів короткої дії. Препарат має бактеріостатичну дію, що полягає у порушенні синтезу мікроорганізмами фолієвої кислоти та блокуванні засвоєння мікроорганізмами параамінобензойної кислоти. До сульфаніламіду чутливі наступні збудники: стафілококи, стрептококи, нейсерії, Escherichia coli, сальмонели, Bacillus anthracis, Corynebacterium diphtheriae, частина роду Clostridium, єрсинії, Actinomyces spp., малярійний плазмодій, токсоплазма та деякі хламідії. Інші збудники до препарату нечутливі. У зв'язку із довготривалим застосуванням препарату значна кількість патогенних мікроорганізмів має набуту стійкість до сульфаніламіду та його похідних.

### Фармакокінетика
Сульфаніламід швидко всмоктується в шлунково-кишковому тракті, максимальна концентрація в крові досягається протягом 1—2 годин. Біодоступність препарату становить 70—100%. Препарат створює високі концентрації в більшості тканин і рідин організму. Сульфаніламід добре проходить через гематоенцефалічний бар'єр. Препарат проходить через плацентарний бар'єр та виділяється в грудне молоко. Метаболізується сульфаніламід в печінці з утворенням неактивних метаболітів. Виводиться препарат з організму нирками. Період напіввиведення препарату складає 8 годин, при нирковій недостатності цей час може збільшуватись.

## Показання до застосування
Сульфаніламід застосовують при інфекційних ураження, що спричинюють чутливі до препарату мікроорганізми: інфекції шкіри (рани, виразки, пролежні), пієлоцистити, ентероколіти, при місцевому застосуванні — тонзиліти, фарингіти, стоматити.

## Побічна дія
При застосуванні сульфаніламіду можливі наступні побічні ефекти:
- Алергічні реакції — частіше при місцевому застосуванні: висипання на шкірі, кропив'янка, гіперемія шкіри, нежить, гарячка, фотодерматоз; тяжкі побічні ефекти — бронхоспазм, періорбітальний набряк, вовчакоподібний синдром, синдром Стівенса-Джонсона, синдром Лаєлла, анафілактичний шок, набряк Квінке, сироваткова хвороба — при системному застосуванні спостерігаються рідко.
- З боку травної системи — при тривалому системному застосуванні у високих дозах нудота, блювання, панкреатит, сухість у роті, біль у животі, діарея; рідко гепатит, жовтяниця, некроз печінки, псевдомембранозний коліт.
- З боку нервової системи — при тривалому системному застосуванні у високих дозах головний біль, запаморочення, атаксія, підвищення внутрішньочерепного тиску, безсоння, депресія, галюцинації, судоми, асептичний менінгіт, периферична або оптична нейропатія.
- З боку серцево-судинної системи — при тривалому системному застосуванні у високих дозах міокардит, тахікардія.
- З боку дихальної системи — при тривалому системному застосуванні у високих дозах фіброзуючий альвеоліт, еозинофільні інфільтрати в легенях.
- З боку опорно-рухового апарату — дуже рідко при системному застосуванні вузликовий періартеріїт.
- З боку сечовидільної системи — при тривалому системному застосуванні кристалурія, забарвлення сечі в темно-жовтий колір; дуже рідко при системному застосуванні інтерстиціальний нефрит, тубулярний некроз, ниркова недостатність, гематурія, «шокова нирка» з анурією.
- З боку ендокринної системи — дуже рідко при системному застосуванні гіпоглікемія, гіпотиреоз.
- Зміни в лабораторних аналізах — при тривалому системному застосуванні можуть спостерігатися еозинофілія, лейкопенія, нейтропенія, тромбоцитопенія, гемолітична анемія, агранулоцитоз, гіпопротромбінемія, підвищення активності амінотрансфераз в крові.

## Протипоказання
Сульфаніламід протипоказаний при підвищеній чутливості до сульфаніламідних препаратів, захворюваннях крові, хронічній серцевій недостатності, печінковій та нирковій недостатності, гепатиті, порфірії, дефіциті глюкозо-6-фосфатдегідрогенази, гіпертиреозі та гіпотиреозі, вагітності та годуванні грудьми.

## Форми випуску
Сульфаніламід випускається у вигляді таблеток по 0,3 та 0,5 г. Сульфаніламід входить до складу комбінованого препарату Інгаліпт.

## Застосування у ветеринарії
У ветеринарії сульфаніламід використовується для лікування плевриту, хламідіозу, маститу, дифтерії, сальмонельозу, менінгіту та інших хворіб худоби, птахів, собак. Препарат застосовується орально (разом з кормами), зовнішньо (присипання ран на шкірі), а також внутрішньовенно та внутрішньом'язово.